# Cerro Tecún Umán
Cerro Tecún Umán är ett berg i Guatemala.   Det ligger i departementet Departamento de Quetzaltenango, i den sydvästra delen av landet, 110 km väster om huvudstaden Guatemala City. Toppen på Cerro Tecún Umán är 2 655 meter över havet, eller 85 meter över den omgivande terrängen. Bredden vid basen är 1,0 km. Arean är 2,4 kvadratkilometer.
Terrängen runt Cerro Tecún Umán är kuperad åt nordväst, men åt sydost är den bergig. Runt Cerro Tecún Umán är det ganska tätbefolkat, med 155 invånare per kvadratkilometer. Närmaste större samhälle är Quetzaltenango, 2,4 km väster om Cerro Tecún Umán. I omgivningarna runt Cerro Tecún Umán växer i huvudsak blandskog.